# مالاگا (نیو جیرسی)
مالاگا (به انگلیسی: Malaga) یک منطقهٔ مسکونی در ایالات متحده آمریکا است که در Franklin Township واقع شده‌است. مالاگا ۲۹ متر بالاتر از سطح دریا واقع شده‌است.